# 明道加斯·庫兹明斯卡斯
明道加斯·庫兹明斯卡斯（1989年10月19日—），立陶宛籃球運動員。他之前效力於西班牙籃球甲級聯賽球隊馬拉加籃球俱樂部。现在效力於纽约尼克斯。他在場上的位置是小前鋒。他也代表立陶宛國家籃球隊參賽。